# Luis Ludueña
Luis Antonio Ludueña (né le 21 février 1954 à Córdoba en Argentine et mort le 9 mars 2023) est un footballeur international argentin, qui évoluait au poste de milieu de terrain.
Ses deux fils, Daniel et Gonzalo, sont également footballeurs.

## Biographie

### Carrière en club
Luis Ludueña joue principalement en faveur du club de Talleres, où il évolue de 1974 à 1982. Avec cette équipe, il dispute 189 matchs en championnat, inscrivant 52 buts.

## Palmarès
Talleres
- Championnat d'Argentine :
  - Meilleur buteur : 1976 (Nacional) (12 buts).